# Вон (Монтана)
Вон (англ. Vaughn) — переписна місцевість (CDP) в США, в окрузі Каскейд штату Монтана. Населення — 737 осіб (2020).

## Географія
Вон розташований за координатами 47°33′8″ пн. ш. 111°33′39″ зх. д. / 47.55222° пн. ш. 111.56083° зх. д. (47.552324, -111.560854).  За даними Бюро перепису населення США в 2010 році переписна місцевість мала площу 9,25 км², уся площа — суходіл.

## Демографія
Згідно з переписом 2010 року, у переписній місцевості мешкало 658 осіб у 271 домогосподарстві у складі 185 родин. Густота населення становила 71 особа/км².  Було 304 помешкання (33/км²).
Расовий склад населення:
| - 90,7 % — білих - 3,3 % — корінних американців - 0,9 % — чорних або афроамериканців - 0,3 % — азіатів |

До двох чи більше рас належало 4,6 %. Частка іспаномовних становила 1,4 % від усіх жителів.
За віковим діапазоном населення розподілялося таким чином: 22,6 % — особи молодші 18 років, 59,8 % — особи у віці 18—64 років, 17,6 % — особи у віці 65 років та старші. Медіана віку мешканця становила 42,6 року. На 100 осіб жіночої статі у переписній місцевості припадало 115,7 чоловіків;  на 100 жінок у віці від 18 років та старших — 108,6 чоловіків також старших 18 років.
Середній дохід на одне домашнє господарство  становив 53 183 долари США (медіана — 48 558), а середній дохід на одну сім'ю — 56 145 доларів (медіана — 49 773). Медіана доходів становила 36 250 доларів для чоловіків та 27 292 долари для жінок. За межею бідності перебувало 14,4 % осіб, у тому числі 17,9 % дітей у віці до 18 років та 17,2 % осіб у віці 65 років та старших.
Цивільне працевлаштоване населення становило 397 осіб. Основні галузі зайнятості: освіта, охорона здоров'я та соціальна допомога — 25,9 %, будівництво — 13,1 %, роздрібна торгівля — 12,6 %.